# Elfers
Elfers es un lugar designado por el censo ubicado en el condado de Pasco en el estado estadounidense de Florida. En el Censo de 2010 tenía una población de 13.986 habitantes y una densidad poblacional de 1.516,43 personas por km².

## Geografía
Elfers se encuentra ubicado en las coordenadas 28°12′53″N 82°43′18″O / 28.21472, -82.72167. Según la Oficina del Censo de los Estados Unidos, Elfers tiene una superficie total de 9.22 km², de la cual 9.16 km² corresponden a tierra firme y (0.7%) 0.06 km² es agua.

## Demografía
Según el censo de 2010, había 13.986 personas residiendo en Elfers. La densidad de población era de 1.516,43 hab./km². De los 13.986 habitantes, Elfers estaba compuesto por el 89.27% blancos, el 3.12% eran afroamericanos, el 0.38% eran amerindios, el 2.02% eran asiáticos, el 0.09% eran isleños del Pacífico, el 2.72% eran de otras razas y el 2.41% pertenecían a dos o más razas. Del total de la población el 11.17% eran hispanos o latinos de cualquier raza.